# Penstemon fruticosus
Penstemon fruticosus är en grobladsväxtart som först beskrevs av Frederick Traugott Pursh, och fick sitt nu gällande namn av Edward Lee Greene. Penstemon fruticosus ingår i släktet penstemoner, och familjen grobladsväxter.

## Underarter
Arten delas in i följande underarter:
- P. f. scouleri
- P. f. serratus

## Bildgalleri

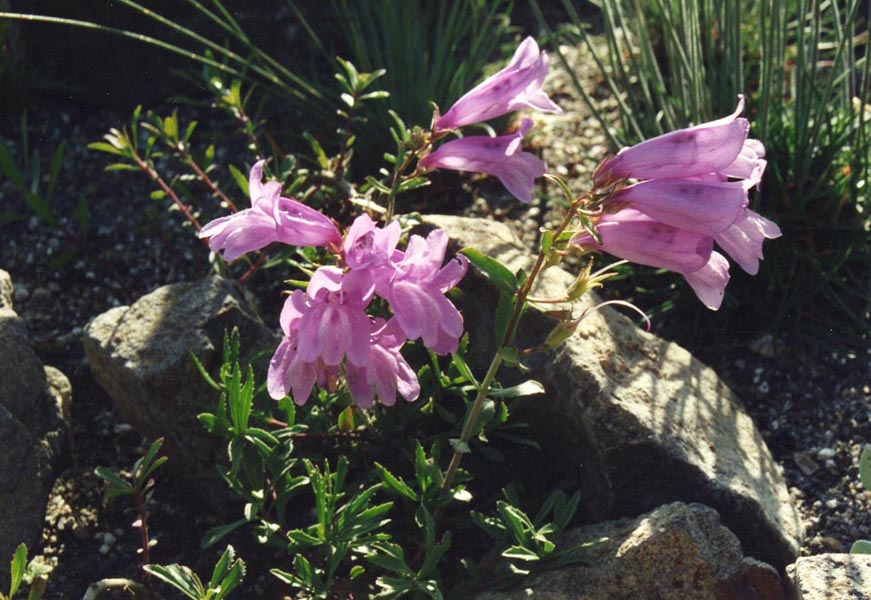
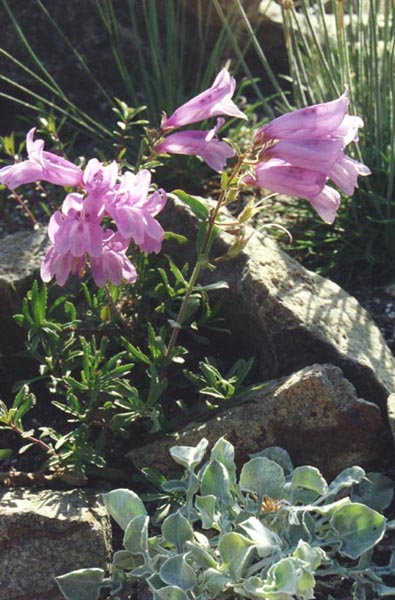
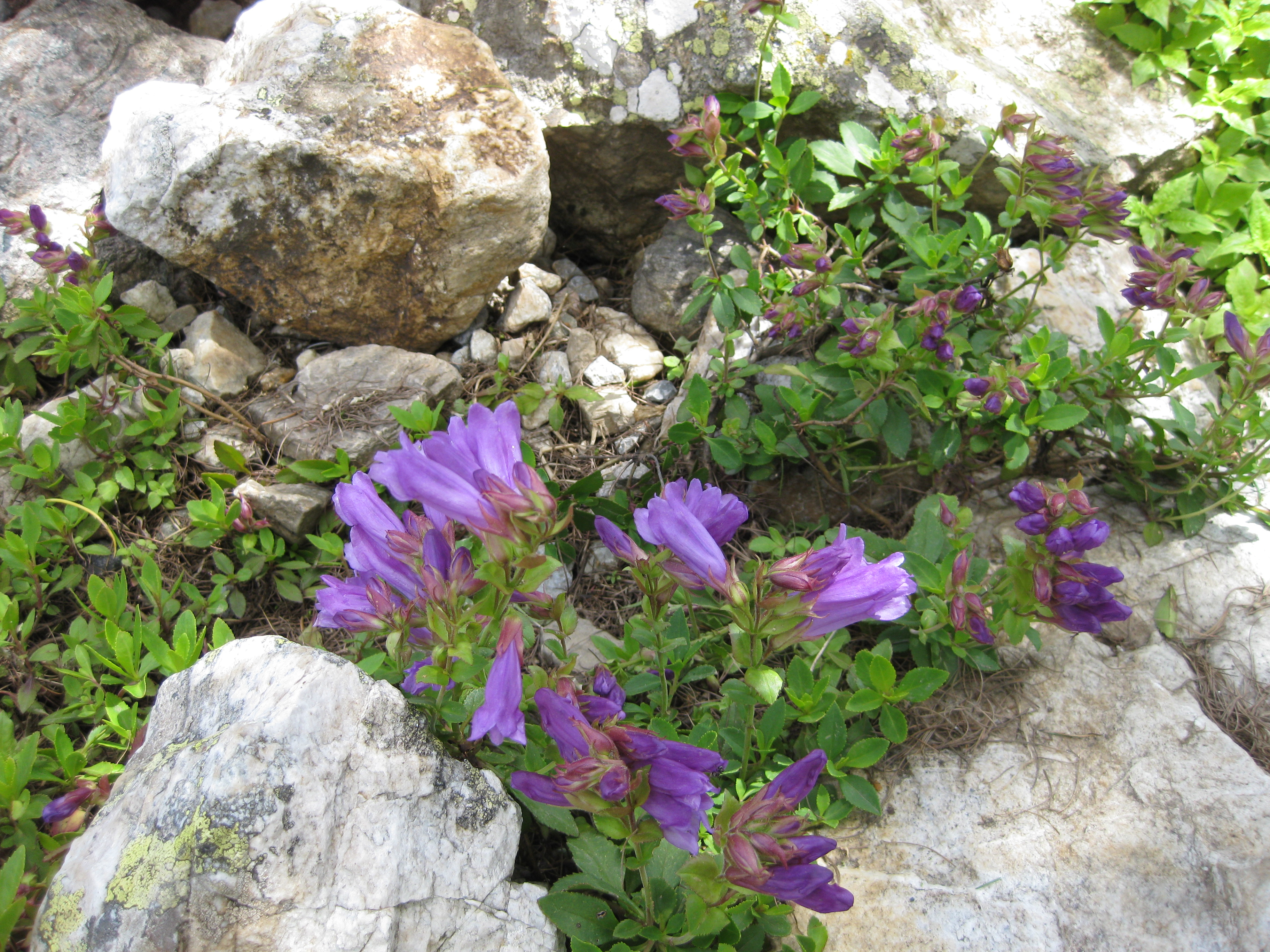
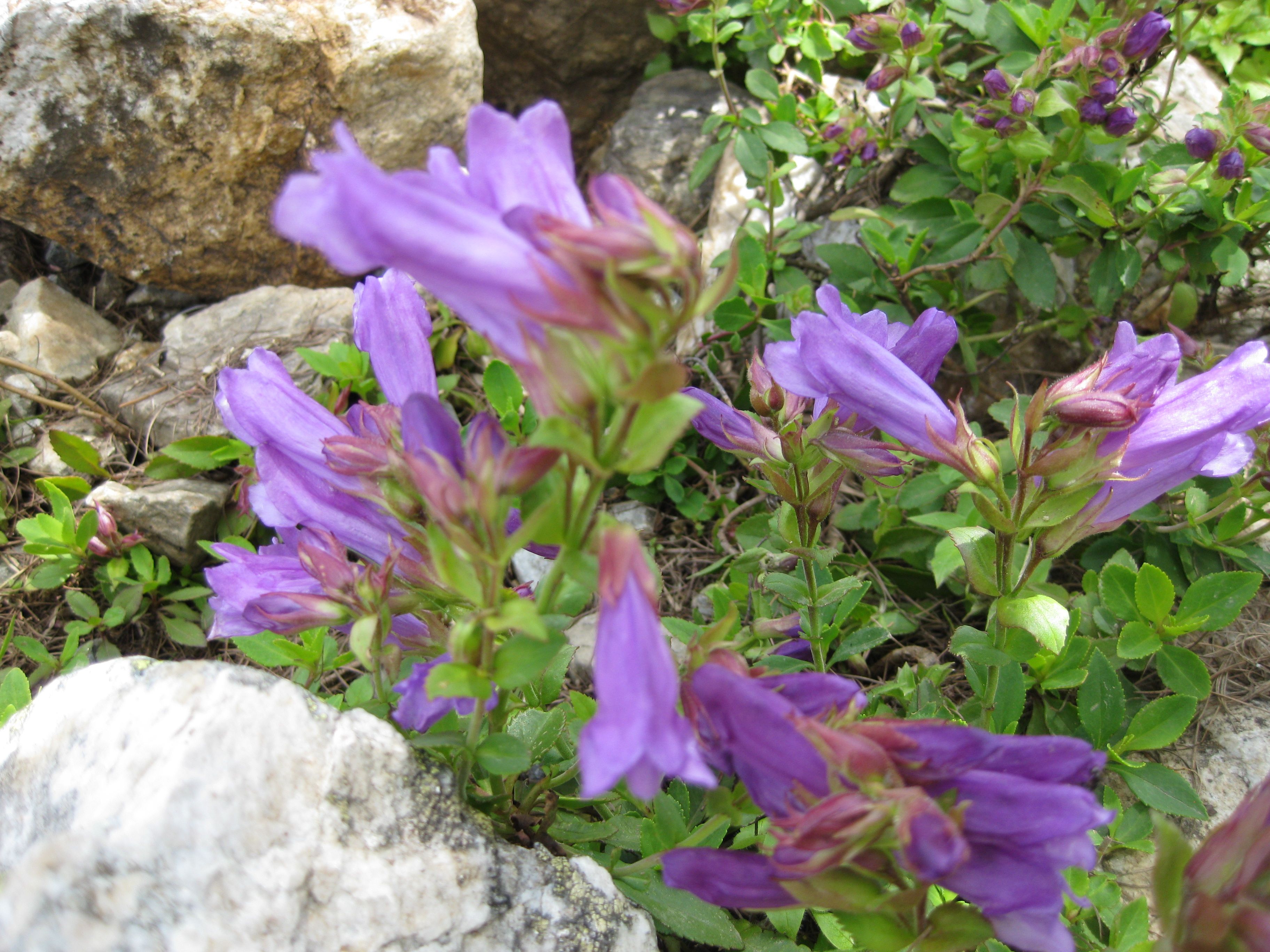
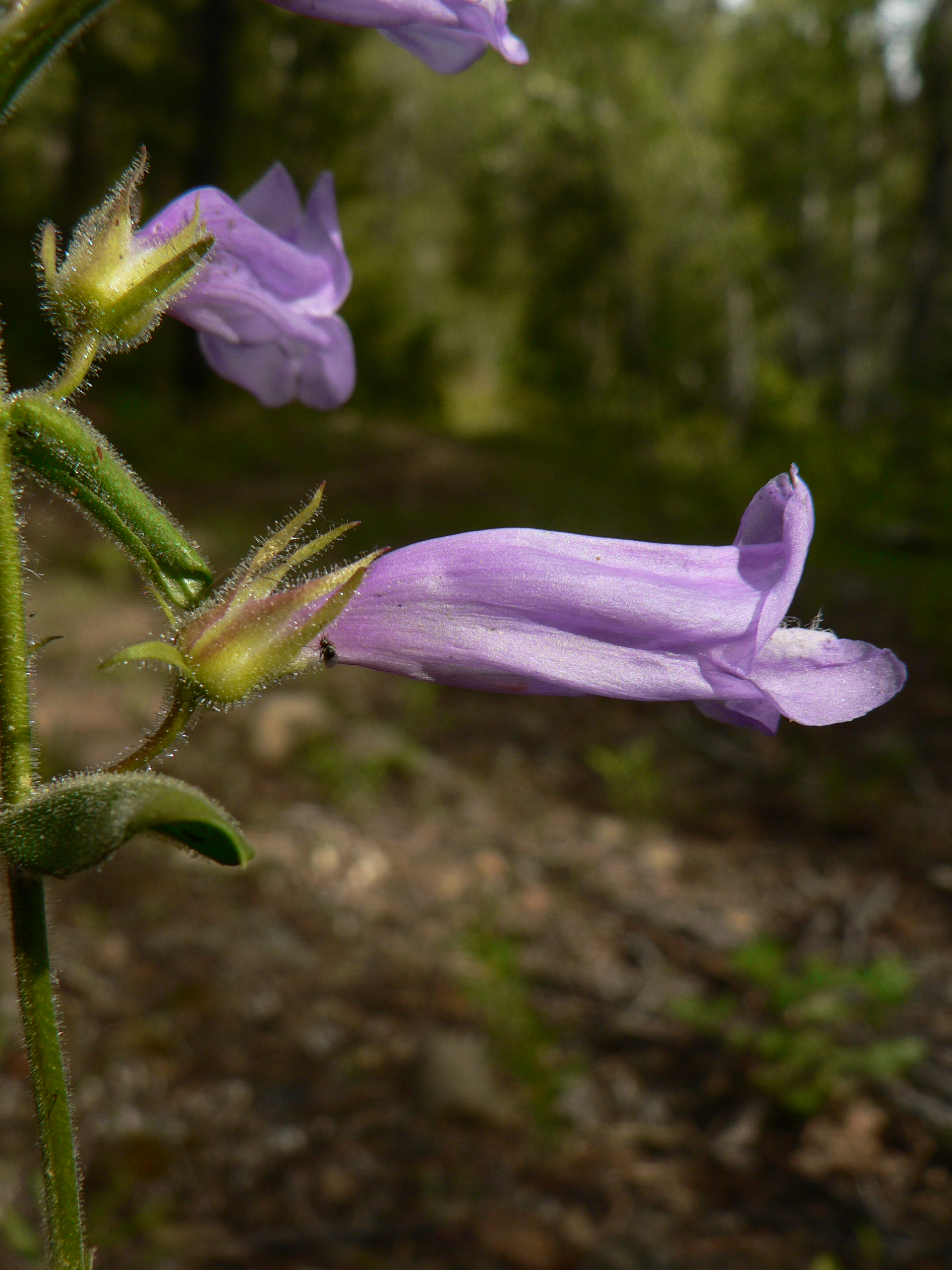
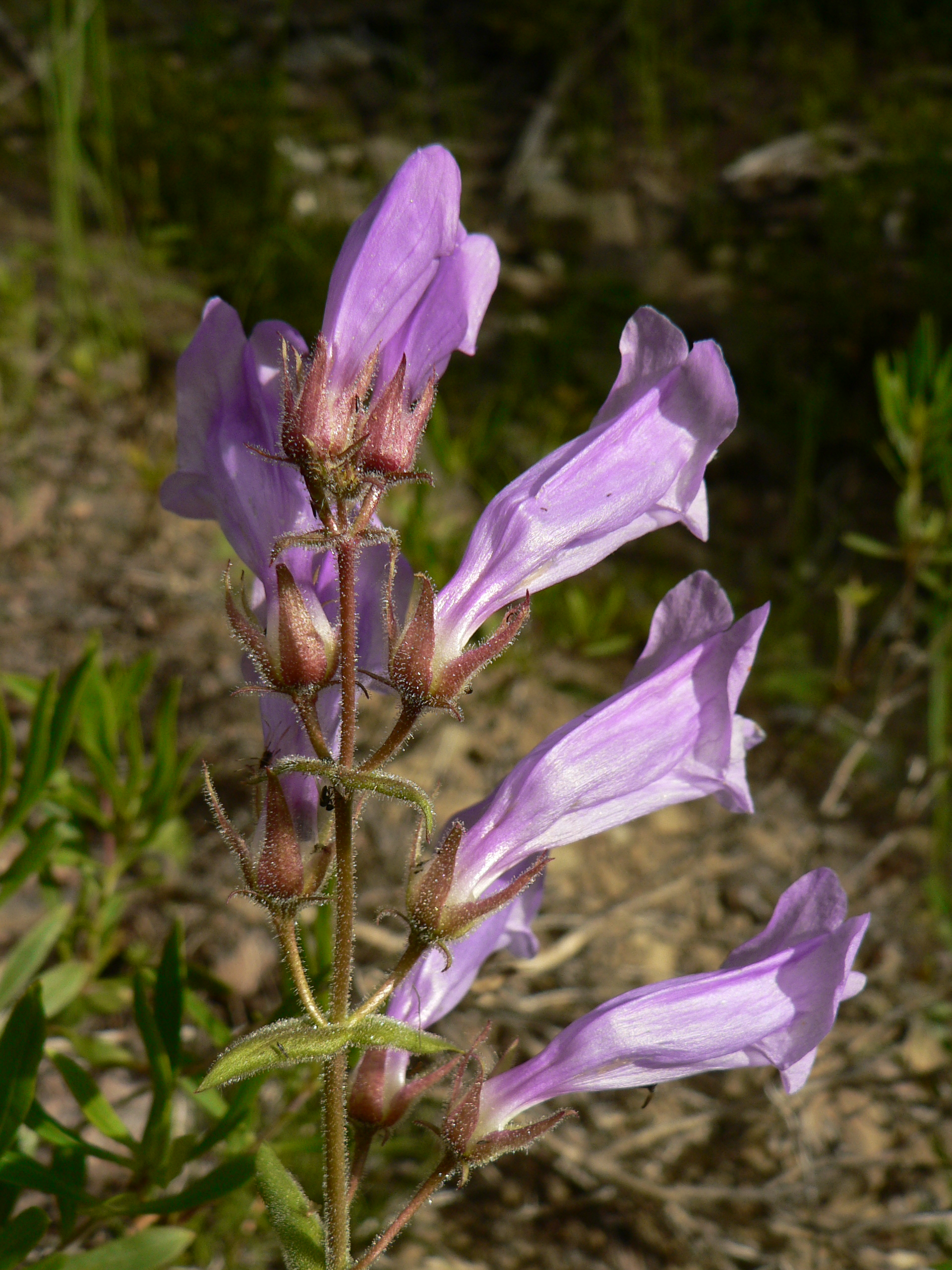